# Maltodekstrin
Maltodekstrin je oligosaharid koji se koristi kao prehrambeni aditiv. On se proizvodi iz skroba parcijalnom hidrolizom i obično se javlja kao beli higroskopni prah. Maltodekstrin se lako vari. Brzo se apsorbuje poput glukoze, i može da bude bilo umereno sladak ili skoro bez ukusa. On se koristi u proizvodnji bezalkoholnih pića i bombona. On takođe nalazi primenu kao sastojak brojnih drugih prehrambenih proizvoda.

## Struktura
Maltodekstrin se sastoji od -glukoznih jedinica povezanih lancima varijabilne dužine. Glukozne jedinice su prvenstveno povezane α(1→4) glikozidnim vezama. Maltodekstrin se tipično sastoji od smeše lanaca koji u dužini od tri do sedamnaest glukoznih jedinica.

## Uticaj na zdravlje
Maltodekstrin je mešavina ugljenih hidrata i ima visok glikemijski indeks (jednak ili veći od GI glukoze). Prekomerna konzumacija hrane zaslađene maltodekstrinom, kao i preterana konzumacija bilo koje visokokalorične hrane može dovesti do povećanja telesne težine, lošije reakcije na insulin, povećanog nivoa holesterola i triglicerida u krvi. Zbog visokog glikemijskog indeksa, proizvodi sa maltodekstrinom su nepoželjni za dijabetičare, jer nagli porast šećera izaziva naglo otpuštanje insulina.

## Literatura
- Personal Craft Brewing Instructions at Black Rock, a beer brewing supplier in New Zealand
- Maltodextrin at glutenfreeliving.com

## Spoljašnje veze
- Архивирано на веб-сајту  (18. март 2009)